# Giampaolo Rupil
Giampaolo Rupil (Tarvisio, 24 luglio 1955) è un ex fondista italiano.

## Biografia
Nato nel 1955, è padre di Silvia Rupil, anche lei fondista, che ha partecipato all'edizione in Canada dei XXI Giochi Olimpici Invernali di Vancouver 2010.
A 24 anni ha preso parte negli Stati Uniti d'America ai XIII Giochi Olimpici Invernali di Lake Placid 1980, partecipando alla gara dei 15 km.
Dopo il ritiro è stato allenatore, guidando tra gli altri Gabriella Paruzzi.